# Johan Wiking

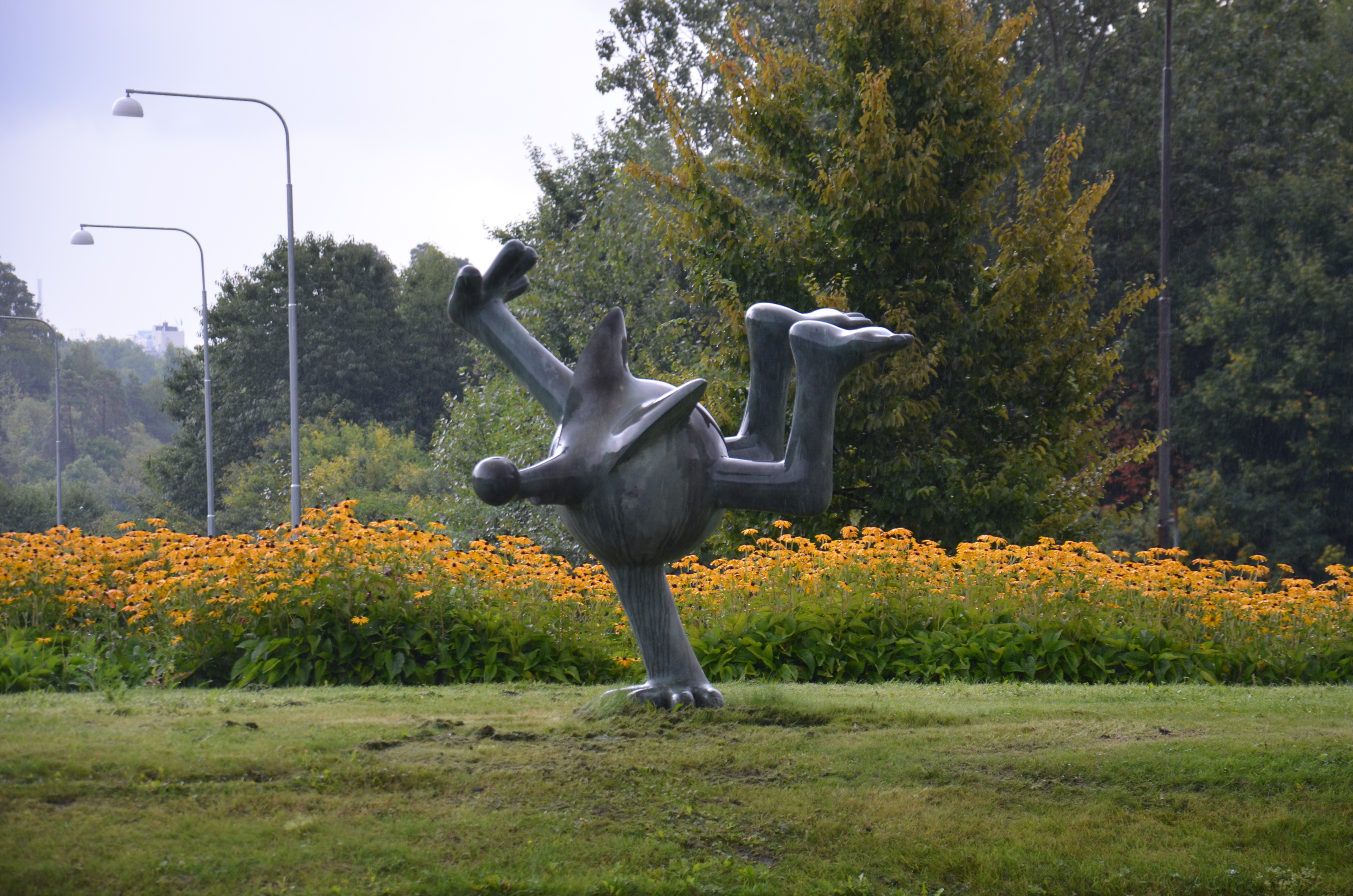
Pivo i Solna

Johan Björn Gunnar Wiking, född 4 april 1964 i Grödinge, är en svensk skulptör.
Johan Wiking utbildade sig på Stenebyskolan i Dals Långed 1984, Nyckelviksskolan 1986-87, Konstskolan Idun Lovén i Stockholm 1987-88, Gerlesborgsskolan i Stockholm 1988-90 och på Kungliga Konsthögskolan i Stockholm 1990-95. Han debuterade på Galleri Engström 1996.

## Offentliga verk i urval
- Mister, 2011, patinerad brons, gård innanför besöks- och personalentrén på Norrtälje kriminavårdsanstat
- Bollkalle, 2011, Hindås idrottshall i Härryda Kommun
- Skulptur på Nybergsskolan, 2007, i Jakobsberg i Järfälla kommun
- Halleys komet, relief för Sweden Solar System, 2007. Balthazar, Skövde
- Pivo, brons, trafikplatsen Ekelundsrondellen i Huvudsta i Solna
- Skräddaren en vän i viken, 2001, Sidensjöskolan i Örnsköldsviks kommun
- Flygfä, brons, 1998, väntrummet på plan 1, Astrid Lindgrens barnsjukhus i Solna